# دختر مهاراجه
دختر مهاراجه (The Maharaja's Daughter) سریال تلویزیونی است که توسط برت برینکرهاف کارگردانی شده است.

## داستان
ماسوآ شاندار به پاتریک اُ رایلی، افسر پلیس در کانادا دل می‌بازد؛ کسی که از شهرت و مقام واقعی دوست دخترش خبر ندارد. ماسوآ تصمیم می‌گیرد به هند بازگردد. وی دختر مهاراجه کالامپور است، یکی از قدرتمندترین و ثروتمندترین اشخاص جهان. او تنها دختر مهاراجه است. شاندرگوپتا، راجا ی رانجاپورت، پسرعموی ماسوآ، پس از مرگ همسرش، دامیانته، ماسوآ را همان همسرش می‌داند (بنابر پیشگویی در ۲۵ سال قبل) که دوباره در این دنیا برایش بازگشته است و پسیار عاشق می‌نماید. اما این عشق یک طرفه است. وی یکی از نزدیکانش به نام شوکا را مأمور می‌کند تا پرنسس را به او بازگرداند. شوکا در کانادا، پرونزانو را استخدام می‌کند تا ماسوآ را طی یک آدم‌ربایی به او تحویل دهند. از طرفی پرونزانو دنبال راهی ست تا کاپچی را به قتل برساند. کاپچی عضو سابق مافیا ست که پاتریک و همکارش دفازیو مأموریت دارند تا از جان او نگهداری کنند. پاتریک موفق می‌شود تا محل اختفای آدم ربایان و ماسوآ را پیدا کند، ولی آنها موفق می‌شوند تا از آنجا بگریزند.
در یک صحنه سازی، در حالی که پدر ماسوآ، پاتریک و پلیس و بقیه گمان می‌کنند که هواپیمایی که در حال اوج گرفتن است، حامل ماسوآ و آدم‌رباها است، با فشار دکمه کنترل بمب جاسازی شده در هواپیما، توسط شوکا، لحظاتی پس از اوج گرفتن، همه نظاره گر متلاشی شدن لاشه هواپیما در آسمان می‌شوند.
پدر ناامیدانه به هندوستان بر می‌گردد. اما پاتریک با دیدن دستبندی که به نشانه عشق به ماسوآ داده است بر روی زمین، پی به زنده بودن او می‌برد. متوجه می‌شود که ماسوآ را به هند برده‌اند و خودش راهی آنجا می‌شود. در آنجا مرد فقیری آشنا می‌شود که تظاهر به نابینا بودن می‌کند، ولی در این راه کمک‌های زیادی به پاتریک می‌کند.
ماسوآ تلاش زیادی می‌کند تا از دست شوکا و اطرافیانش فرار کند اما موفق نمی‌شود. در راه بردن ماسوآ به قصر شاندرگوپتا، ماسوا با سرنشینان درگیر می‌شود و این درگیری باعث انحراف و چپ شدن ماشین می‌شود.
همهٔ سرنشینان دیگر مرده‌اند، اما پرنسس ماسوآ زنده است و پس از چند ساعت به هوش می‌آید. هیچ چیزی را به خاطر نمی‌آورد، حتی اسمش را فراموش کرده است. حافظه خود را از دست داده است. اما هنوز از پزشکی چیزهایی به خاطر می‌آورد و زخم کودکی به نام «کیم» را درمان می‌کند.
اما شوگا و شاندرگوپتا از موقعیت سوءاستفاده می‌کنند و او را پرنسس دامیانته صدا می‌زنند …

## نقش‌ها و بازیگران
- بروس بوکس لیتنر در نقش پاتریک اورایلی
- هانتر تایلو در نقش ماسوآ شاندار
- کبیر بدی در نقش شاندرگوپتا
- تونی لو بیانکو در نقش کاپچی
- جتو سانجانا در نقش کیم
- برت یانگ در نقش میلای
- گرسون دا کونها در نقش مان سینگ
- روبرت کوستانزو در نقش دفازیو
- دیوید برندون در نقش آشوکا
- هری استند جوفسکی در نقش پرونزانو